# Landställ

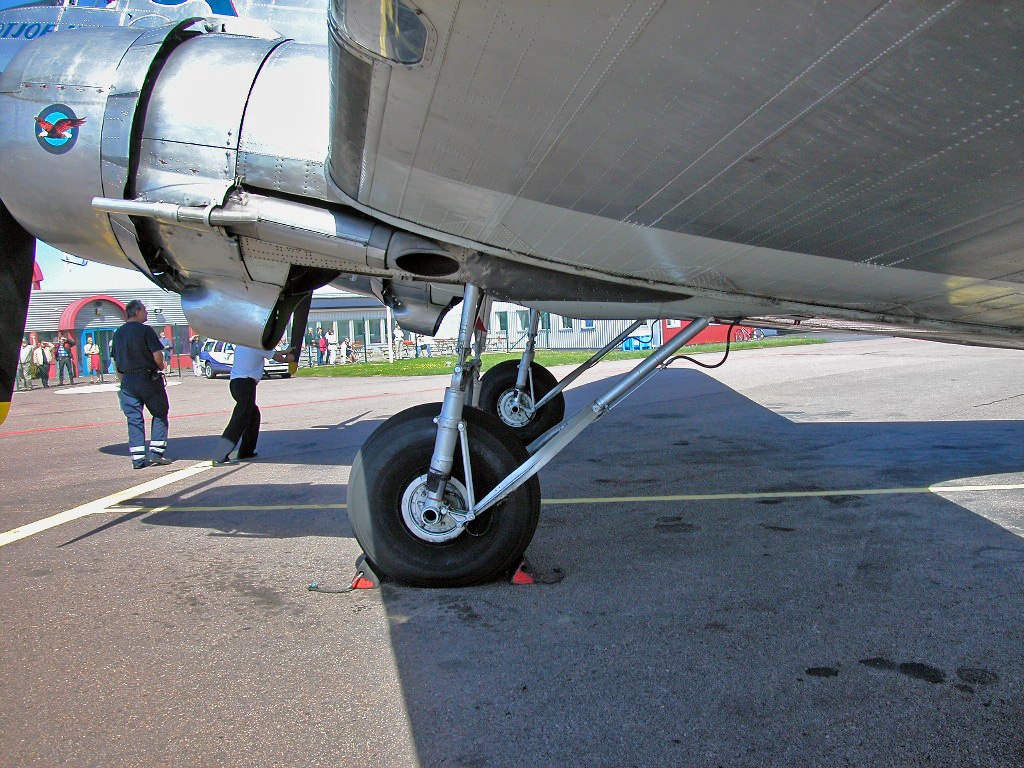
De infällbara huvudlandställen på en Douglas DC-3. Vid infällning dras de framåt in i motorinkapslingen. För att DC-3:ans hydraultryck ska räcka till, fälls det ena landstället in något före det andra (asynkront).

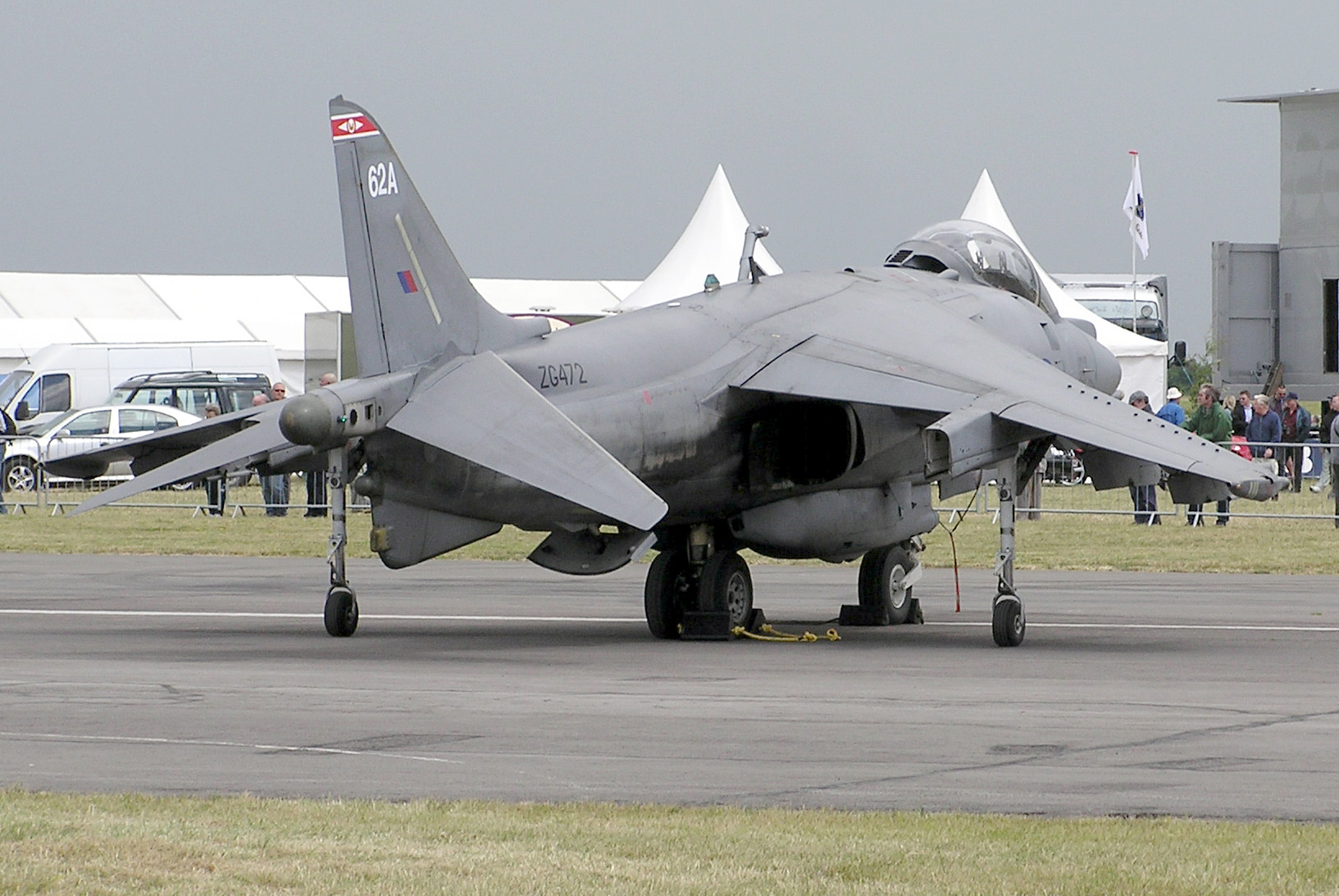
Hawker Siddeley Harrier. De två huvudhjulen är i linje akterut under flygkroppen, med ett mindre hjul under varje vinge.

Landställ eller landningsställ är den anordning på en luftfarkost som den vilar på marken med då det inte flyger. De används även för transport av luftfarkosten på marken, så kallad taxning eller rullning. Den vanligaste huvudtypen av landställ för flygplan och tunga helikoptrar är hjulställ, som i allmänhet även innefattar någon form av stötdämpare, men ibland förekommer skidställ för start och landning på is och snö, eller flottörer för vatten. Lätta helikoptrar har ofta medar för landbruk eller flottörer för sjöbruk.
Landställ är den korrekta termen i svensk flygterminologi. I vardagligt tal förekommer även ordet landningsställ.

## Indelning
- Hjulställ på flygplan och helikoptrar kan vara fasta eller infällbara. För flygplan indelas de i:
  - Sporrställ där planet vilar på två huvudlandställ placerade under vingarna, samt ett mindre sporrhjul under planets stjärtparti. Karaktäristiskt för flygplan med sporrställ är, att eftersom de vilar på sporrhjulet, kommer flygplanets nos att befinna sig högre än dess stjärtparti, vilket ställer speciella krav på piloten under taxning, start och landning. Sporrhjul var standard fram till början av 1940-talet, då de första serietillverkade flygplanen med nosställ började komma. Dock förekommer även moderna flygplan med sporrställ. Fördelen med sporrställ är att det ger mindre luftmotstånd samt något lägre vikt än motsvarande noshjulsställ.
  - Nosställ innebär att flygplanet har två huvudställ under vingarna och ett ställ, noshjul under nospartiet. Fördelarna är att flygplanskroppen, då det vilar på marken intar ett horisontellt läge, vilket underlättar lastning, lossning och taxning. Nosställ kräver dock ibland att underlaget (rull- och startbanor) är mera utjämnat än vad ett sporrhjulsförsett flygplan kan klara av. Den största fördelen är att det blir lättare att både starta och landa flygplanet då risken för så kallad ground-loop minskar eftersom huvudstället sitter bakom flygplanets tyngdpunkt.
- Flottörer (ponton) används av sjöflygplan, amfibieflygplan och helikoptrar. Sjöflygplan kan endast starta och landa på vatten, eftersom de saknar hjul, medan amfibieflygplan är sjöflygplan med (alltid) infällbara hjul.
- Skidor förekommer både på flygplan och helikoptrar för start och landning på snö och is.
- Medar förekommer enbart på lättare helikoptrar.

## Landställens utveckling
En konstruktion för infällbara landställ förekom redan 1876 i planerna för ett land- och vattenbaserat monoplan av fransmännen Alphonse Pénaud och Paul Gauchot.
De tidiga flygplanen, till exempel Bröderna Wrights Flyer var försedda med medar, som i första hand användes vid landningen. När flygplanens hastighet ökade, försågs medarna med hjul. Så småningom ersatte hjulen medarna helt och hållet för landbaserade flygplan. Många tidiga flygplan från 1910- och 1920-talen var sjögående (de kan starta och landa på vatten) eller amfibier (de kan starta och landa på både land och vatten). De senare var försedda med flottörer, flytelement. Man ska dock inte förväxla flottörförsedda flygplan med flygbåtar, vilka är sjögående flygplan där underdelen av flygplanskroppen är utformad som en båtköl.
Flygplan med till dels indragbara landställ förekom inte förrän 1917 och det var inte förrän sent på 1920-talet och tidigt 1930-tal som det blev vanligt förekommande. Då hade flygplanens prestanda och hastighet ökat så pass mycket att de aerodynamiska fördelarna med infällbara landställ övervägde över deras större tekniska komplexitet och högre vikt.
Allt eftersom flygplanens storlek och vikt ökade kom allt flera hjul att behövas för att bära upp flygplanen. Som några moderna exempel kan nämnas Airbus A340-500 och A340-600 som har ett ytterligare fyrhjuligt landställsboggie längs med kroppens mittlinje. Boeing 747 har fem uppsättningar landställ, ett noshjulpar och fyra uppsättningar fyrhjuliga boggier. En uppsättning är placerad under vardera vingen och två inre uppsättningar under kroppen, en aning akter om de yttre boggierna.